# Съмтър (окръг, Алабама)
Окръг Съмтър (на английски: Sumter County) е окръг в щата Алабама, Съединени американски щати. Площта му е 2365 km², а населението – 12 345 души (1 април 2020). Административен център е град Ливингстън.